# Protest

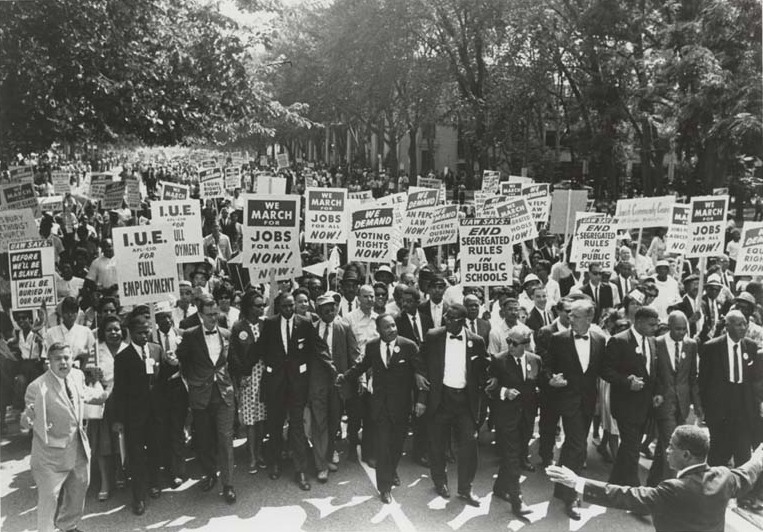
Eine der größten Protestdemonstrationen in der Geschichte der USA: Der Marsch auf Washington für Arbeit und Freiheit am 28. August 1963.

Der Protest (lateinisch protestari ‚öffentlich bezeugen‘) ist ein Ausdruck der Zurückweisung oder des Widerspruchs gegenüber bestimmten Geschehnissen, Situationen oder gegenüber einer bestimmten Art der Politik. Ein Hauptanliegen eines Protestes ist es, seine Meinung publik zu machen, um Einfluss auf die öffentliche Meinung oder die Politik zu gewinnen. Das reicht in der Größe von individuellen Meinungsäußerungen bis hin zu Massendemonstrationen. Über die bloße Meinungsäußerung hinaus kann ein Protest auch darin bestehen, indem mittels direkter Aktionen versucht wird, die erwünschten Veränderungen direkt herbeizuführen. Protest ausübende Menschen werden als Protestierende bezeichnet.
Der Protest einer friedlichen, gewaltfreien Bewegung, die ein bestimmtes Ziel mit politischem Druck und Überredungskunst verfolgt, ist mehr, als der Begriff Protest im engeren Sinn beinhaltet. Diese Form des Protests wird besser als gewaltfreier Widerstand oder gewaltfreie Aktion beschrieben.
Verschiedene Formen des Protests sind teilweise per Gesetz (z. B. erforderliche Genehmigungen für Demonstrationen), durch ökonomische Umstände, religiöse Glaubensvorschriften, soziale Strukturen oder monopolisierte Massenmedien eingeschränkt. Liegen solche Einschränkungen vor, kann der Protest die Form offenen zivilen Ungehorsams, subtilere Widerstandsformen gegen diese Einschränkungen annehmen oder sich auf andere Bereiche ausweiten, wie z. B. Kultur und Emigration. Protest kann sich über Meinungsverschiedenheiten, Sitzblockaden, Unruhen, Aufstände, Revolten bis hin zu politischen bzw. sozialen Revolutionen steigern.

## Ursachen von Protesten
Die Ursachen von Protesten sind vielfältig: In vielen Fällen gehen die Proteste auf den Ausschluss marginalisierter Gruppen von gesellschaftlicher Teilhabe zurück, wie etwa im Kontext der Arbeiterbewegung, der Frauenbewegung oder antirassistischer Proteste. Die Marginalisierung kann dabei verschiedene Formen und Schweregrade annehmen, von informeller Benachteiligung über formelle Ausschlüsse wie fehlendes Wahlrecht bis hin zu purem Hunger – Ursache für zahlreiche spontane Unruhen und Proteste während des Ersten Weltkrieges. Im allgemeinen Sinn des Wortes kann „Protest“ jedoch auch eine Verteidigung von Privilegien mittlerer oder oberer Gesellschaftsschichten umfassen. Dies ist oft eine Reaktion auf soziale Veränderung und Umverteilung.
In seinem 2020 erschienenen Buch Das große Nein. Eigendynamik und Tragik des gesellschaftlichen Protests untersucht Armin Nassehi die Funktion und die Form von Protest. Protest ist nach Nassehi eine besondere Sozialform in einer funktional differenzierten Gesellschaft. Er macht Konflikte sichtbar, die in den institutionalisierten Bearbeitungsroutinen nicht klein gearbeitet werden können. In der Buchdruckgesellschaft konnten „Nein-Stellungnahmen“ einigermaßen bearbeitet werden. Im Internetzeitalter gibt es durch die vielen Sprecher fast eine symmetrische Kommunikation, was diese aber unübersichtlich macht. Da in einem Protest auch eine Steigerungslogik inhärent ist, führt dies heute zur Überforderung der Gesellschaft. Es fehlt eine „Stoppregel für Nein-Stellungnahmen“. Das Tragische am Protest sei, dass die Forderungen nie ganz umgesetzt werden können. Protest könne ein „Demokratiegenerator“ sein, wenn er zum Beispiel rationale Entscheidungen in der Politik (Klimakatastrophe) fördere. Im Protest wird der Machtkreislauf sichtbar und Protest will und kann den Machtkreislauf unterbrechen, und er zwingt den Machthaber dazu, sich zu der Thematik des Protests zu äußern. Protest kann aber auch ein „Demokratiegefährder“ sein, wenn er Gruppen ohne demokratisch erworbenes Mandat ermächtigt.

## Protestformen
In der Politikwissenschaft werden Formen des Protests von solchen konventioneller Partizipation an der politischen Willensbildung unterschieden. Letztere wie die Stimmabgabe bei Wahlen oder die Kontaktaufnahme zu Abgeordneten und Regierungsbeamten sind reguläre Elemente des verfassungsmäßigen Prozesses der Interessenbündelung und -vertretung. Sie werden durch politische Institutionen vermittelt und definieren die Beziehung zwischen politischen Autoritäten und Bürgern. Protest dagegen als nicht institutionalisierte, direkte politische Aktion findet außerhalb der institutionellen Politik statt, um von außen Entscheidungen zu beeinflussen, die sich auf die Bevölkerung oder populäre Praktiken auswirken. Das Repertoire von Protestformen reicht von milden Formen wie Petitionen oder Boykotten über eher routinemäßige Formen wie Demonstrationen bis hin zu illegalen oder gewalttätigen Formen.
Laut dem Soziologen Charles Tilly halten sich Protestierende an ein begrenztes Repertoire von Protestformen, das über die Zeiten jeweils erstaunlich stabil bleibe. Ein Wandel sei zu Beginn der Moderne eingetreten, als sich Kapital und politische Macht deutlich konzentriert hätten. Zuvor seien die Proteste im regionalen Rahmen und stets bezogen auf einen Patron stattgefunden, das heißt, die Protestierenden hätten eine Autoritätsperson aufgefordert, ein Unrecht abzustellen, oder aber an seiner Stelle gehandelt. Dabei seien sie als Mitglieder von Korporationen und Gemeinschaften aufgetreten. Typische Formen seien Lebensmittelunruhen gewesen, bei denen Getreide beschlagnahmt und des Wuchers beschuldigte Personen wie Müller oder Bäcker verprügelt wurden; die Zerstörung von Zollmauern und Maschinen; die gewaltsame Vertreibung von Steuereintreibern, ausländischen Arbeitern oder sonst als gemeinschaftsfremd empfundenen Personen, in Nordamerika oft verbunden mit Teeren und Federn. Katzenmusik, vor allem um sexuelles Fehlverhalten zu ahnden; und unerwünschtes Verhalten bei Massenveranstaltungen wie dem Einzug eines Fürsten oder einer sonst hochgestellten Person in die Stadt oder bei öffentlichen Hinrichtungen: Hier hätten die Protestierenden Applaus an der falschen Stelle gespendet oder ostentativ geschwiegen, wenn die Veranstalter Jubel erwartet hätten. Nach einer Phase des Wandels, die in verschiedenen Staaten Westeuropas zu verschiedenen Zeiten, spätestens aber zur Mitte des 19. Jahrhunderts abgeschlossen gewesen sei, hätten die Protestierenden auf nationaler Ebene gehandelt und seien als Vertreter spezifischer Interessen aufgetreten und hätten Aktionsformen gewählt, zu denen die von ihnen herausgeforderten Behörden nicht greifen würden. Dies seien etwa Streiks, Besetzungen wie z. B. Go-ins, Sit-ins, Hausbesetzungen usw., Wahlkampagnen sowie Demonstrationen und Kundgebung, bei denen sich die Teilnehmer aktiv versammeln statt nur passiv als Publikum bei den Massenversammlungen der Frühen Neuzeit dabei zu sein. Träger der neuen Formen öffentlichen Protests seien soziale Bewegungen gewesen (Arbeiterbewegung, Frauenbewegung, Ökologiebewegung). Typisch für die modernen Protestformen sei der Gebrauch von Programmen und Manifesten, Slogans und Symbolen, die die Zugehörigkeit zur jeweiligen Gruppe der Protestierenden deutlich mache.
In einem Aufsatz von amerikanischen und niederländischen Sozialwissenschaftlern aus dem Jahr 2021 werden zwei Kriterien für die Art des Protests definiert: Erstens, ob dieser den gesellschaftlichen Normen entspricht (normativ) oder nicht (nicht-normativ). Zweitens, ob der Protest gewaltsam ist oder nicht (gewaltfrei). Somit werden drei Arten des Protests unterschieden, welche sich in ihrer Effektivität unterscheiden.
1. Aktionen, die sich im Rahmen der gesellschaftlich akzeptierten und gesetzlichen Normen bewegen und zudem gewaltfrei sind. Beispiele hierfür sind friedliche Demonstrationen, Kundgebungen oder Petitionen. Diese Taktik des kollektiven Handelns wird eher als positiv gesehen, ist aber möglicherweise zu harmonisch, um vorherrschende Ansichten zu ändern.
2. Aktionen, die den gesellschaftlichen Normen nicht entsprechen, aber auch nicht gewaltsam sind. Beispiele für diese Taktik des Protests sind Streiks oder Straßenblockaden.
3. nicht-normative, gewaltsame Aktionen, wie beispielsweise Unruhen oder Zerstörung von Eigentum. Diese Taktik hat den Nachteil, dass sie als Versuch gesehen werden kann, der Mehrheit zu schaden oder deren Macht zu nehmen.

Die Autoren beurteilen die zweite Variante, also nicht-normative, nicht-gewaltsame Proteste als am wirkungsvollsten, da sie einerseits als störend wahrgenommen werden, andererseits aber auf konstruktiven Absichten beruhen. Die Störung führe dazu, dass die angesprochene Gruppe eher auf die Forderungen der Protestierenden reagiere, da diese in ihrem Alltag durch den Protest gestört würden. Die wahrgenommenen konstruktiven Absichten würden dabei dazu beitragen, dass die Reaktionen versöhnlich blieben. Diese Protestform könne somit als „konstruktive Störung“ bezeichnet werden. Auf diesem Konzept beruht auch der zivile Ungehorsam, der u. a. schon durch Martin Luther King Jr. beschrieben wurde, zu Zeiten der Bürgerrechtsbewegung  in den Vereinigten Staaten.
Seit dem Aufkommen des Internets ergeben sich dort neue Protestformen wie die Online-Petition oder andere Aktionen in den Sozialen Medien. Die Politikwissenschaftlerin Lisa Villioth sieht hier ein großes Mobilisierungspotenzial, wenn Online- und Offlineproteste ineinander greifen. Eine weitere Form des digitalen Protestes ist die zeitweise Abschaltung von Servern und daraus resultierende Nichterreichbarkeit von Webseiten. Wikipedia nutzte dieses Mittel in Deutschland zum ersten Mal, um gegen eine anstehende Urheberrechtsreform der Europäischen Union zu protestieren.